# Arnold Hanslmeier
Arnold Hanslmeier (* 10. Februar 1959 in Feldbach) ist ein österreichischer Astronom.

## Leben
Hanslmeier maturierte 1977 am Bundesoberstufenrealgymnasium Jennersdorf. Er promovierte 1983 an der Universität Graz und arbeitete 1984 als Postdoc am Bureau des Longitudes in Paris. 1992 habilitierte er sich in Graz und wurde anschließend zum Professor für Astrophysik an der Universität Graz berufen, wo er seit den 1990er-Jahren die Grundvorlesungen für Astronomie hält. Von 1994 bis 2000 war er Vorstand des Instituts für Astronomie, das dann im Institut für Geophysik, Astrophysik und Meteorologie aufging. Seine Forschungsgebiete sind vor allem die Himmelsmechanik, Weltraumwetter und die Sonnenphysik, auf welche das zur Universität Graz gehörige Sonnenobservatorium Kanzelhöhe spezialisiert ist.
Hanslmeier ist Mitglied der Kommission für Astronomie der ÖAW.
Über seine akademische Tätigkeit hinaus engagiert er sich im Bereich Erwachsenenbildung als Vortragender und Vorstandsmitglied der Urania Steiermark, deren Präsident er von 2011 bis 2015 war.
Hanslmeier wurde durch seine im Springer-Verlag erschienenen Lehrbücher bekannt.
2023 wurde der Asteroid 182674 Hanslmeier nach ihm benannt.

## Werke (Auswahl)
- Water in the Universe. Springer, Dordrecht 2011, ISBN 978-94-007-3356-5.
- Habitability and cosmic catastrophes. Springer, Berlin 2009, ISBN 978-3-540-76944-6.
- The sun and space weather. Springer, Dordrecht 2007, ISBN 978-1-4020-5603-1.
- Einführung in Astronomie und Astrophysik, Springer Spektrum-Verlag, 3. Auflage 2014, ISBN 978-3-642-37699-3
- Faszination Astronomie, Springer Spektrum-Verlag, 3. Auflage 2021.
- Dimensionen des Weltalls. Anton Pustet, Salzburg 2021. ISBN 978-3-7025-1028-2.